# Lista de distritos eleitorais do Reino Unido
Essa é a lista dos 650 distritos eleitorais que representam a Casa dos Comuns do parlamento do Reino Unido eleito nas eleições gerais de 2005. Cada distrito eleitoral é representado por um único membro no parlamento.
O limite dos distritos eleitorais são regularmente revistos pela Comissão de limites, o que ocorre normalmente a cada 10 a 15 anos. Isso serve para manter o eleitorado de cada distrito eleitoral o mais próximo possível da média nacional. Novos distritos eleitorais podem ser criados ou alguns existentes podem ser extintos por essas revisões.
A média de tamanho aproximada é de 74.000 eleitores registrados, mas eles atualmente variam de tamanho, dos menores Orkney and Shetland, com cerca de 35.000 eleitores até o maior, a Ilha of Wight com 110.000 eleitores. Os distritos eleitorais não tem limite de área.
O parlamento possuía em 2001, 659 distritos eleitorais. Muito dos atuais limites foram revistos pela última vez no começo dos anos 90 e foram baseados nos limites administrativos antes da série de mudanças dos limites dos governos locais. Entretanto, uma revisão da comissão de limites da Escócia em fevereiro de 2005 resultou em uma reorganização de muitos distritos escoceses, visando ajustar a sua histórica super representação. Isso resultou numa redução de 13 distritos eleitorais escoceses, de 72 para os atuais 59. O parlamento de 2005 tem então 650 representantes.

## Inglaterra

### Midlands Oriental

#### Derbyshire

- Amber Valley
- Bolsover
- Chesterfield
- Derby North
- Derby South
- Erewash
- High Peak
- North East Derbyshire
- South Derbyshire
- West Derbyshire

#### Leicestershire

- Blaby
- Bosworth
- Charnwood
- Harborough
- Leicester East
- Leicester South
- Leicester West
- Loughborough
- North West Leicestershire
- Rutland and Melton

#### Lincolnshire

- Boston and Skegness
- Gainsborough
- Grantham and Stamford
- Lincoln
- Louth and Horncastle
- Sleaford and North Hykeham
- South Holland and The Deepings

#### Northamptonshire

- Corby
- Daventry
- Kettering
- Northampton North
- Northampton South
- Wellingborough

#### Nottinghamshire

- Ashfield
- Bassetlaw
- Broxtowe
- Gedling
- Mansfield
- Newark
- Nottingham East
- Nottingham North
- Nottingham South
- Rushcliffe
- Sherwood

### Leste da Inglaterra

#### Bedfordshire

- Bedford
- Luton North
- Luton South
- Mid Bedfordshire
- North East Bedfordshire
- South West Bedfordshire

#### Cambridgeshire

- Cambridge
- Huntingdon
- North East Cambridgeshire
- North West Cambridgeshire
- Peterborough
- South Cambridgeshire
- South East Cambridgeshire

#### Essex

- Basildon
- Billericay
- Braintree
- Brentwood and Ongar
- Castle Point
- Colchester
- Epping Forest
- Harlow
- Harwich
- Maldon and East Chelmsford
- North Essex
- Rayleigh
- Rochford and Southend East
- Saffron Walden
- Southend West
- Thurrock
- West Chelmsford

#### Hertfordshire

- Broxbourne
- Hemel Hempstead
- Hertford and Stortford
- Hertsmere
- Hitchin and Harpenden
- North East Hertfordshire
- St Albans
- South West Hertfordshire
- Stevenage
- Watford
- Welwyn Hatfield

#### Norfolk

- Great Yarmouth
- Mid Norfolk
- North Norfolk
- North West Norfolk
- Norwich North
- Norwich South
- South Norfolk
- South West Norfolk

#### Suffolk

- Bury St Edmunds
- Central Suffolk and North Ipswich
- Ipswich
- South Suffolk
- Suffolk Coastal
- Waveney
- West Suffolk

### Grande Londres

#### Distritos de Londres no Nordeste
- Barking
- Bethnal Green and Bow
- Chingford and Woodford Green
- Dagenham
- East Ham
- Edmonton
- Enfield North
- Enfield Southgate
- Hackney North and Stoke Newington
- Hackney South and Shoreditch
- Hornchurch
- Hornsey and Wood Green
- Ilford North
- Ilford South
- Islington North
- Islington South and Finsbury
- Leyton and Wanstead
- Poplar and Canning Town
- Romford
- Tottenham
- Upminster
- Walthamstow
- West Ham

#### Distritos de Londres no Noroeste
- Brent East
- Brent North
- Brent South
- Chipping Barnet
- Cities of London and Westminster
- Ealing, Acton and Shepherd's Bush
- Ealing North
- Ealing Southall
- Finchley and Golders Green
- Hammersmith and Fulham
- Hampstead and Highgate
- Harrow East
- Harrow West
- Hayes and Harlington
- Hendon
- Holborn and St. Pancras
- Kensington and Chelsea
- Regent's Park and Kensington North
- Ruislip-Northwood
- Uxbridge

#### Distritos de Londres no Sudeste
- Beckenham
- Bexleyheath and Crayford
- Bromley and Chislehurst
- Camberwell and Peckham
- Croydon Central
- Croydon North
- Croydon South
- Dulwich and West Norwood
- Eltham
- Erith and Thamesmead
- Greenwich and Woolwich
- Lewisham Deptford
- Lewisham East
- Lewisham West
- North Southwark and Bermondsey
- Old Bexley and Sidcup
- Orpington

#### Distritos de Londres no Sudoeste
- Battersea
- Brentford and Isleworth
- Carshalton and Wallington
- Feltham and Heston
- Kingston and Surbiton
- Mitcham and Morden
- Putney
- Richmond Park
- Streatham
- Sutton and Cheam
- Tooting
- Twickenham
- Vauxhall
- Wimbledon

### Nordeste da Inglaterra

#### Cleveland
- Hartlepool
- Middlesbrough

- Middlesbrough South and East Cleveland
- Redcar
- Stockton North
- Stockton South

#### Durham

- Bishop Auckland
- City of Durham
- Darlington
- Easington
- North Durham
- North West Durham
- Sedgefield

#### Northumberland

- Berwick-upon-Tweed
- Blyth Valley
- Hexham
- Wansbeck

#### Tyne and Wear
- Blaydon

- Gateshead East and Washington West
- Houghton and Washington East
- Jarrow
- Newcastle upon Tyne Central
- Newcastle upon Tyne East and Wallsend
- Newcastle upon Tyne North
- North Tyneside
- South Shields
- Sunderland North
- Sunderland South
- Tyne Bridge
- Tynemouth

### Noroeste da Inglaterra

#### Cheshire

- City of Chester
- Congleton
- Crewe and Nantwich
- Eddisbury
- Ellesmere Port and Neston
- Halton
- Macclesfield
- Tatton
- Warrington North
- Warrington South
- Weaver Vale

#### Cumbria

- Barrow and Furness
- Carlisle
- Copeland
- Penrith and The Border
- Westmorland and Lonsdale
- Workington

#### Greater Manchester

- Altrincham and Sale West
- Ashton-under-Lyne
- Bolton North East
- Bolton South East
- Bolton West
- Bury North
- Bury South
- Cheadle
- Denton and Reddish
- Eccles
- Hazel Grove
- Heywood and Middleton
- Leigh
- Makerfield
- Manchester Blackley
- Manchester Central
- Manchester Gorton
- Manchester Withington
- Oldham East and Saddleworth
- Oldham West and Royton
- Rochdale
- Salford
- Stalybridge and Hyde
- Stockport
- Stretford and Urmston
- Wigan
- Worsley
- Wythenshawe and Sale East

#### Lancashire

- Blackburn
- Blackpool North and Fleetwood
- Blackpool South
- Burnley
- Chorley
- Fylde
- Hyndburn
- Lancaster and Wyre
- Morecambe and Lunesdale
- Pendle
- Preston
- Ribble Valley
- Rossendale and Darwen
- South Ribble
- West Lancashire

#### Merseyside

- Birkenhead
- Bootle
- Crosby
- Knowsley North and Sefton East
- Knowsley South
- Liverpool Garston
- Liverpool Riverside
- Liverpool Walton
- Liverpool Wavertree
- Liverpool West Derby
- St Helens North
- St Helens South
- Southport
- Wallasey
- Wirral South
- Wirral West

### Sudeste da Inglaterra

#### Berkshire

- Bracknell
- Maidenhead
- Newbury
- Reading East
- Reading West
- Slough
- Windsor
- Wokingham

#### Buckinghamshire

- Aylesbury
- Beaconsfield
- Buckingham
- Chesham and Amersham
- Milton Keynes South West
- North East Milton Keynes
- Wycombe

#### East Sussex

- Bexhill and Battle
- Brighton Kemptown
- Brighton Pavilion
- Eastbourne
- Hastings and Rye
- Hove
- Lewes
- Wealden

#### Hampshire

- Aldershot
- Basingstoke
- East Hampshire
- Eastleigh
- Fareham
- Gosport
- Havant
- New Forest East
- New Forest West
- North East Hampshire
- North West Hampshire
- Portsmouth North
- Portsmouth South
- Romsey
- Southampton Itchen
- Southampton Test
- Winchester

#### Isle of Wight

- Isle of Wight

#### Kent

- Ashford
- Canterbury
- Chatham and Aylesford
- Dartford
- Dover
- Faversham and Mid Kent
- Folkestone and Hythe
- Gillingham
- Gravesham
- Maidstone and The Weald
- Medway
- North Thanet
- Sevenoaks
- Sittingbourne and Sheppey
- South Thanet
- Tonbridge and Malling
- Tunbridge Wells

#### Oxfordshire

- Banbury
- Henley
- Oxford East
- Oxford West and Abingdon
- Wantage
- Witney

#### Surrey

- East Surrey
- Epsom and Ewell
- Esher and Walton
- Guildford
- Mole Valley
- Reigate
- Runnymede and Weybridge
- South West Surrey
- Spelthorne
- Surrey Heath
- Woking

#### West Sussex

- Arundel and South Downs
- Bognor Regis and Littlehampton
- Chichester
- Crawley
- East Worthing and Shoreham
- Horsham
- Mid Sussex
- Worthing West

### Sudoeste da Inglaterra

#### Avon

- Bath
- Bristol East
- Bristol North West
- Bristol South
- Bristol West
- Kingswood
- Northavon
- Wansdyke
- Weston-Super-Mare
- Woodspring

#### Cornwall

- Falmouth and Camborne
- North Cornwall
- St Ives
- South East Cornwall
- Truro and St Austell

#### Devon

- East Devon
- Exeter
- North Devon
- Plymouth Devonport
- Plymouth Sutton
- South West Devon
- Teignbridge
- Tiverton and Honiton
- Torbay
- Torridge and West Devon
- Totnes

#### Dorset

- Bournemouth East
- Bournemouth West
- Christchurch
- Mid Dorset and North Poole
- North Dorset
- Poole
- South Dorset
- West Dorset

#### Gloucestershire

- Cheltenham
- Cotswold
- Forest of Dean
- Gloucester
- Stroud
- Tewkesbury

#### Somerset

- Bridgwater
- Somerton and Frome
- Taunton
- Wells
- Yeovil

#### Wiltshire

- Devizes
- North Swindon
- North Wiltshire
- Salisbury
- South Swindon
- Westbury

### Midlands Ocidental

#### Hereford and Worcester

- Bromsgrove
- Hereford
- Leominster
- Mid Worcestershire
- Redditch
- West Worcestershire
- Worcester
- Wyre Forest

#### Shropshire

- Ludlow
- North Shropshire
- Shrewsbury and Atcham
- Telford
- The Wrekin

#### Staffordshire

- Burton
- Cannock Chase
- Lichfield
- Newcastle-under-Lyme
- South Staffordshire
- Stafford
- Staffordshire Moorlands
- Stoke-on-Trent Central
- Stoke-on-Trent North
- Stoke-on-Trent South
- Stone
- Tamworth

#### Warwickshire

- North Warwickshire
- Nuneaton
- Rugby and Kenilworth
- Stratford-on-Avon
- Warwick and Leamington

#### West Midlands (county)
- Aldridge-Brownhills
- Birmingham Edgbaston
- Birmingham Erdington
- Birmingham Hall Green
- Birmingham Hodge Hill
- Birmingham Ladywood
- Birmingham Northfield
- Birmingham Perry Barr
- Birmingham Selly Oak

- Birmingham Sparkbrook and Small Heath
- Birmingham Yardley
- Coventry North East
- Coventry North West
- Coventry South
- Dudley North
- Dudley South
- Halesowen and Rowley Regis
- Meriden
- Solihull
- Stourbridge
- Sutton Coldfield
- Walsall North
- Walsall South
- Warley
- West Bromwich East
- West Bromwich West
- Wolverhampton North East
- Wolverhampton South East
- Wolverhampton South West

### Yorkshire and Humber

#### Humberside
- Beverley and Holderness
- Brigg and Goole
- Cleethorpes
- East Yorkshire
- Great Grimsby
- Haltemprice and Howden
- Kingston upon Hull East
- Kingston upon Hull North
- Kingston upon Hull West and Hessle
- Scunthorpe

#### North Yorkshire

- City of York
- Harrogate and Knaresborough
- Richmond (Yorks)
- Ryedale
- Scarborough and Whitby
- Selby
- Skipton and Ripon
- Vale of York

#### South Yorkshire

- Barnsley Central
- Barnsley East and Mexborough
- Barnsley West and Penistone
- Don Valley
- Doncaster Central
- Doncaster North
- Rother Valley
- Rotherham
- Sheffield Attercliffe
- Sheffield Brightside
- Sheffield Central
- Sheffield Hallam
- Sheffield Heeley
- Sheffield Hillsborough
- Wentworth

#### West Yorkshire

- Batley and Spen
- Bradford North
- Bradford South
- Bradford West
- Calder Valley
- Colne Valley
- Dewsbury
- Elmet
- Halifax
- Hemsworth
- Huddersfield
- Keighley
- Leeds Central
- Leeds East
- Leeds North East
- Leeds North West
- Leeds West
- Morley and Rothwell
- Normanton
- Pontefract and Castleford
- Pudsey
- Shipley
- Wakefield

## Gales
- Aberavon
- Alyn and Deeside
- Blaenau Gwent
- Brecon and Radnorshire
- Bridgend
- Caernarfon
- Caerphilly
- Cardiff Central
- Cardiff North
- Cardiff South and Penarth
- Cardiff West
- Carmarthen East and Dinefwr
- Carmarthen West and South Pembrokeshire
- Ceredigion
- Clwyd South
- Clwyd West
- Conwy
- Cynon Valley
- Delyn
- Gower
- Islwyn
- Llanelli
- Meirionnydd Nant Conwy
- Merthyr Tydfil and Rhymney
- Monmouth
- Montgomeryshire
- Neath
- Newport East
- Newport West
- Ogmore
- Pontypridd
- Preseli Pembrokeshire
- Rhondda
- Swansea East
- Swansea West
- Torfaen
- Vale of Clwyd
- Vale of Glamorgan
- Wrexham
- Ynys Môn

## Escócia

### Aberdeen City and Aberdeenshire
- Aberdeen South
- Banff and Buchan
- Gordon
- West Aberdeenshire and Kincardine
- Aberdeen North

### Angus and Dundee City
- Dundee East
- Dundee West
- Angus

### Argyll and Bute
- Argyll and Bute

### City of Edinburgh
- Edinburgh North and Leith
- Edinburgh South
- Edinburgh South West
- Edinburgh West
- Edinburgh East

### Clackmannanshire and Perth and Kinross
- Perth and North Perthshire
- Ochil and South Perthshire

### Dumfries and Galloway, Scottish Borders and South Lanarkshire
- Dumfries and Galloway
- Dumfriesshire, Clydesdale and Tweeddale
- East Kilbride, Strathaven and Lesmahagow
- Lanark and Hamilton East
- Rutherglen and Hamilton West
- Berwickshire, Roxburgh and Selkirk

### East Ayrshire, North Ayrshire and South Ayrshire
- Central Ayrshire
- Kilmarnock and Loudoun
- North Ayrshire and Arran
- Ayr, Carrick and Cumnock

### East Dunbartonshire and North Lanarkshire
- Coatbridge, Chryston and Bellshill
- Cumbernauld, Kilsyth and Kirkintilloch East
- East Dunbartonshire
- Motherwell and Wishaw
- Airdrie and Shotts

### East Lothian
- East Lothian

### East Renfrewshire
- East Renfrewshire

### Falkirk and West Lothian
- Linlithgow and East Falkirk
- Livingston
- Falkirk

### Fife
- Glenrothes
- Kirkcaldy and Cowdenbeath
- North East Fife
- Dunfermline and West Fife

### Glasgow
- Glasgow East
- Glasgow North
- Glasgow North East
- Glasgow North West
- Glasgow South
- Glasgow South West
- Glasgow Central

### Highland
- Inverness, Nairn, Badenoch and Strathspey
- Ross, Skye and Lochaber
- Caithness, Sutherland and Easter Ross

### Inverclyde
- Inverclyde

### Midlothian
- Midlothian

### Moray
- Moray

### Na h-Eileanan an Iar
- Na h-Eileanan an Iar

### Orkney and Shetland
- Orkney and Shetland

### Renfrewshire
- Paisley and Renfrewshire South
- Paisley and Renfrewshire North

### Stirling
- Stirling

### West Dunbartonshire
- West Dunbartonshire